# Plorec-sur-Arguenon

Plorec-sur-Arguenon este o comună în departamentul  Côtes-d'Armor, Franța. În 1 ianuarie 2022 avea o populație de 445 de locuitori.